# Episodi di The Hot Zone - Area di contagio (seconda stagione)
La seconda stagione della serie televisiva The Hot Zone - Area di contagio, intitolata Minaccia antrace, composta da 6 episodi, è stata trasmessa negli Stati Uniti dal 28 al 30 novembre 2021 su National Geographic.
In Italia la stagione è andata in onda in prima visione su National Geographic dal 6 al 20 dicembre 2021.
| nº | Titolo originale          | Titolo italiano        | Prima TV USA     | Prima TV Italia  |
| -- | ------------------------- | ---------------------- | ---------------- | ---------------- |
| 1  | Noble Eagle               | Il primo attacco       | 28 novembre 2021 | 6 dicembre 2021  |
| 2  | Hell's Chimney            | Lettera a New York     | 28 novembre 2021 | 6 dicembre 2021  |
| 3  | Neither Rain Nor Sleet... | Attacco a Capitol Hill | 29 novembre 2021 | 13 dicembre 2021 |
| 4  | Dream Boldly, Live Fully  | Primi indizi           | 29 novembre 2021 | 13 dicembre 2021 |
| 5  | Stentor Roeselii          | Annuncio a sorpresa    | 30 novembre 2021 | 20 dicembre 2021 |
| 6  | RMR–1029                  | L'autore delle lettere | 30 novembre 2021 | 20 dicembre 2021 |